# 하동 서황리 백자요지
하동 서황리 백자요지(河東 西黃里 白磁窯址)는 경상남도 하동군 북천면 서황리에 있던 조선시대의 백자요지이다. 2007년 6월 28일 경상남도의 기념물 제265호로 지정되었다가, 2013년 3월 28일 문화재 지정이 해제되었다. 경상남도는 지정 당시 지표에 노출된 유물만을 바탕으로 규모가 큰 가마터로 판단하여 지정하였으나, 발굴 조사 결과 훼손이 심각한 1개소의 가마만이 남아있어 학술적 가치는 있으나 지정 문화재로서의 가치는 없다 판단해 문화재 지정에서 해제했다. 현재는 빗물로 인해 지속적으로 요지가 훼손되고 있어 지속적인 관리가 필요한 실정이다.

## 참고 문헌
- 하동서황리백자요지 - 국가유산청 국가유산포털

1. ↑  “도 지정문화재 지정해제 행정예고(서황리백자요지_ 개평리 소나무)”. 《경상남도 공고》 (제2012-684호).
2. ↑  “하동 서황리 백자 요지”. 《디지털하동문화대전》. 2022년 1월 28일에 확인함.